# Horisme griseata
Horisme griseata là một loài bướm đêm trong họ Geometridae.